# Balthazar Richard
Balthazar Richard (* um 1600 in Mons; † nach 1660 vermutlich in Brüssel) war ein Komponist und Zinkenist des Barock.
Ein Dokument von 1660 bescheinigt Balthazar Richard, eine vierzigjährige Zugehörigkeit zur Brüsseler Hofkapelle der Regentin Isabell von Österreich. Vermutlich hat Richard viel komponiert, dennoch haben nur sehr wenige seiner Werke die Zeit überdauert. Die Bibliothek des portugiesischen Königs Johann IV., die während des Erdbebens von Lissabon im Jahre 1755 vernichtet wurde, besaß zahlreiche Manuskripte und Drucke Richards. 1631 wurden im Verlag Pierre Phalèse in Antwerpen seine „Litaniae beatissimae Mariae Virginis Laurentanae“ gedruckt. In einer Auflistung, die dem Zeitgenossen und Komponisten Jean Tichon gehörte, waren außerdem eine siebzehnstimmige Messe und etwa 20 weitere Werke vermerkt. Der Codex Rost enthält unter anderem eine Canzona für Violine, Zink und B.c.
Richards Name ist mit einem Skandal verknüpft, in dem er 1657 seinem Schüler Jean Corbisier den Posten des „Maitre de Chant“ an der Kirche Notre-Dame du Sablon durch einen Prüfungsbetrug verschaffte. Die Angelegenheit beschäftigte noch bis nach 1660 die Gerichte.